# Elmarie Gerryts
Elmarie Gerryts (* 25. August 1972 in Kapstadt) ist eine ehemalige südafrikanische Stabhochspringerin.
Bei den Commonwealth Games 1998 in Kuala Lumpur gewann sie Silber.
1999 wurde sie Zehnte bei den Leichtathletik-Weltmeisterschaften in Sevilla und holte Silber bei den Afrikaspielen in Johannesburg.
Bei den Olympischen Spielen 2000 in Sydney blieb sie im Finale ohne gültigen Versuch.

## Persönliche Bestleistungen
- Stabhochsprung: 4,42 m, 12. Juni 2000, Wesel (Afrikarekord)
  - Halle: 4,41 m, 20. Februar 2000, Birmingham (Afrikarekord)